# Нови Бошњани
Нови Бошњани (хрв. Novi Bošnjani) су насељено место у саставу града Крижевци, Копривничко-крижевачка жупанија, Хрватска.

## Историја
До територијалне реорганизације у Хрватској били су у саставу старе општине Крижевци.

## Становништво
У попису становништва из 2011. године, Нови Бошњаци су имали 81 становника.
| Број становника према пописима | Број становника према пописима | Број становника према пописима | Број становника према пописима | Број становника према пописима | Број становника према пописима | Број становника према пописима | Број становника према пописима | Број становника према пописима | Број становника према пописима | Број становника према пописима | Број становника према пописима | Број становника према пописима | Број становника према пописима | Број становника према пописима | Број становника према пописима |
| ------------------------------ | ------------------------------ | ------------------------------ | ------------------------------ | ------------------------------ | ------------------------------ | ------------------------------ | ------------------------------ | ------------------------------ | ------------------------------ | ------------------------------ | ------------------------------ | ------------------------------ | ------------------------------ | ------------------------------ | ------------------------------ |
| 1857                           | 1869                           | 1880                           | 1890                           | 1900                           | 1910                           | 1921                           | 1931                           | 1948                           | 1953                           | 1961                           | 1971                           | 1981                           | 1991                           | 2001                           | 2011                           |
| 167                            | 0                              | 0                              | 166                            | 191                            | 212                            | 227                            | 229                            | 265                            | 273                            | 266                            | 220                            | 162                            | 116                            | 102                            | 81                             |

Напомена: Године 1869. и 1880. подаци су садржани у насељу Војаковац.